# 陳斯亜
陳 斯亜（ちん しあ）は、台湾の芸能人。台湾のテレビ番組我愛黒渋会の出演メンバーの一人である。メンバーの中でも童顔で純真な性格、巧みなダンスにより人気を集めている。2007年に桃園県中壢市の自強国中を経て、新北市にある私立莊敬高職を卒業した。身長158cm、体重41kg。